# Gemeliškio kaimo apylinkės
Gemeliškio kaimo apylinkės este o arie protejată (sit de importanță comunitară — SCI) din Lituania întinsă pe o suprafață de 113,79 ha, integral pe uscat.

## Localizare
Centrul sitului Gemeliškio kaimo apylinkės este situat la coordonatele 55°10′03″N 25°00′48″E / 55.1675°N 25.0133°E.

## Înființare
Situl Gemeliškio kaimo apylinkės a fost declarat sit de importanță comunitară în iunie 2005 pentru a proteja 2 specii de animale.

## Biodiversitate
Situată în ecoregiunea boreală, aria protejată conține 3 habitate naturale: Taiga vestică, Păduri caducifoliate de mlaștină fino-scandinave, Mlaștini împădurite.
La baza desemnării sitului se află mai multe specii protejate de  nevertebrate (2): fluturele auriu (Euphydryas aurinia), libelule (Leucorrhinia pectoralis).